# Slijpe
Slijpe is een dorp in de Belgische provincie West-Vlaanderen en een deelgemeente van Middelkerke. In 1971 werd de tot dan toe zelfstandige gemeente deel van de gemeente Spermalie, maar deze nieuwe fusiegemeente werd al opgeheven op 1 januari 1977 waarna Slijpe bij Middelkerke werd gevoegd.
Over het grondgebied van Slijpe loopt het Kanaal Plassendale-Nieuwpoort. In het westen van de deelgemeente ligt rond een brug over deze vaart het gehucht Rattevalle.

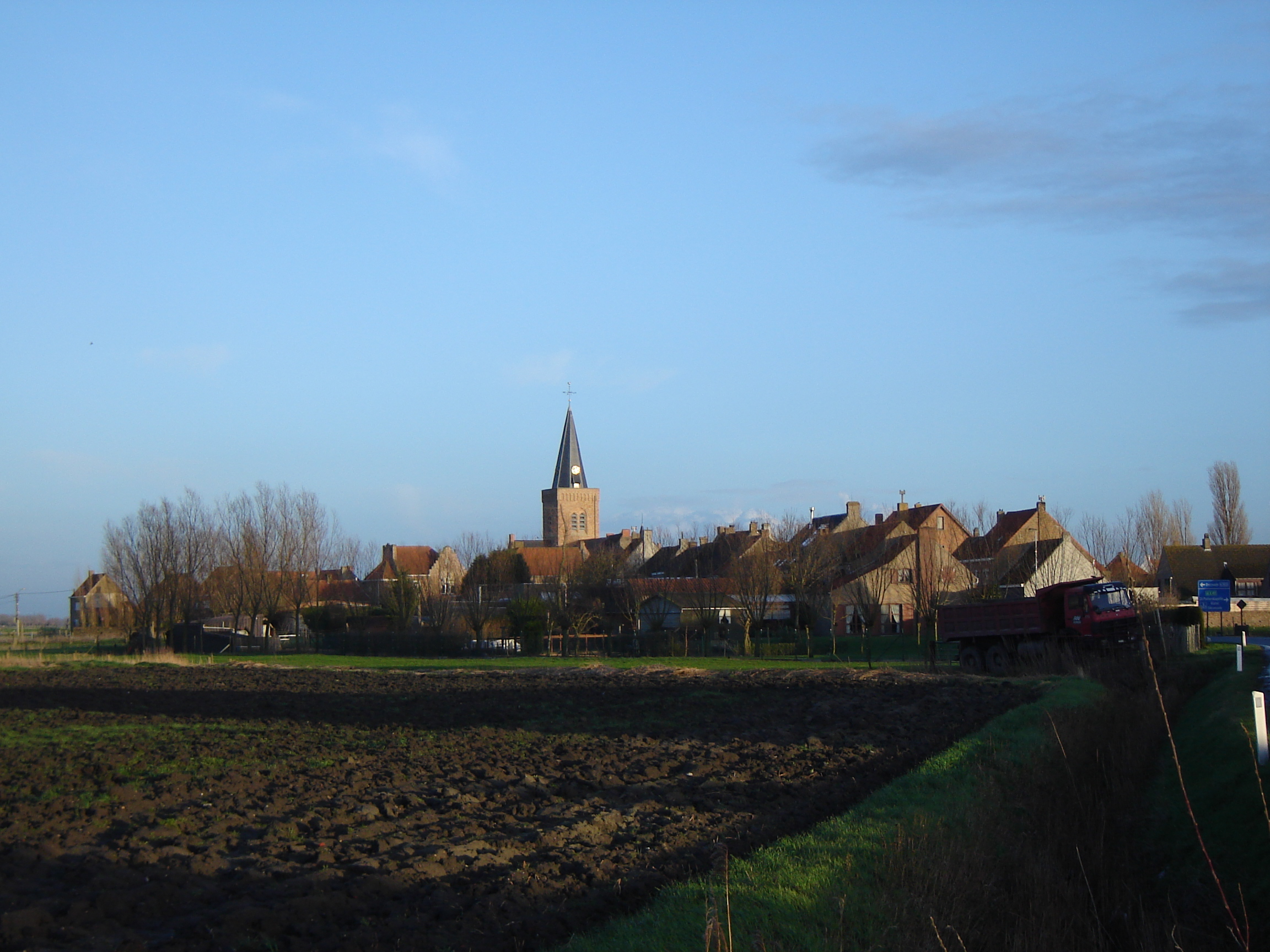
Gezicht op Slijpe

## Geschiedenis
Slijpe werd voor het eerst schriftelijk vermeld in 1027, als Slipia (slib). Ook de naam Aerleboutskapelle kwam voor.
In 1137 schonk ene Willem, die burggraaf was van Sint-Omaars, grond aan de Tempeliers te Slijpe en Leffinge. In 1141 werd dit door graaf Diederik van de Elzas nog aangevuld met het recht op nieuw in te polderen land. Toen de orde in 1312 werd opgeheven gingen de bezittingen over op de Johannieters. Op het Groot Tempelhof was de commanderij van de Tempeliers gevestigd.
In 1200 werd, in het gehucht Hunckevliet, de Spermalieabdij opgericht die later naar Sijsele verhuisde. Hunckevliet werd later onderdeel van Sint-Pieters-Kapelle.
Tijdens de Eerste Wereldoorlog werd vrijwel heel Slijpe verwoest. Daarna volgde wederopbouw in historiserende stijl.
In 1971 werd Slijpe deel van de gemeente Spermalie, maar deze werd op 1 januari 1977 opgeheven waarna Slijpe bij Middelkerke werd gevoegd.

## Demografische ontwikkeling
- Bronnen:NIS, Opm:1831 tot en met 1961=volkstellingen

## Bezienswaardigheden
- De Sint-Niklaaskerk
- Het kerkhof van Slijpe
- Historische boerderijen, zoals:

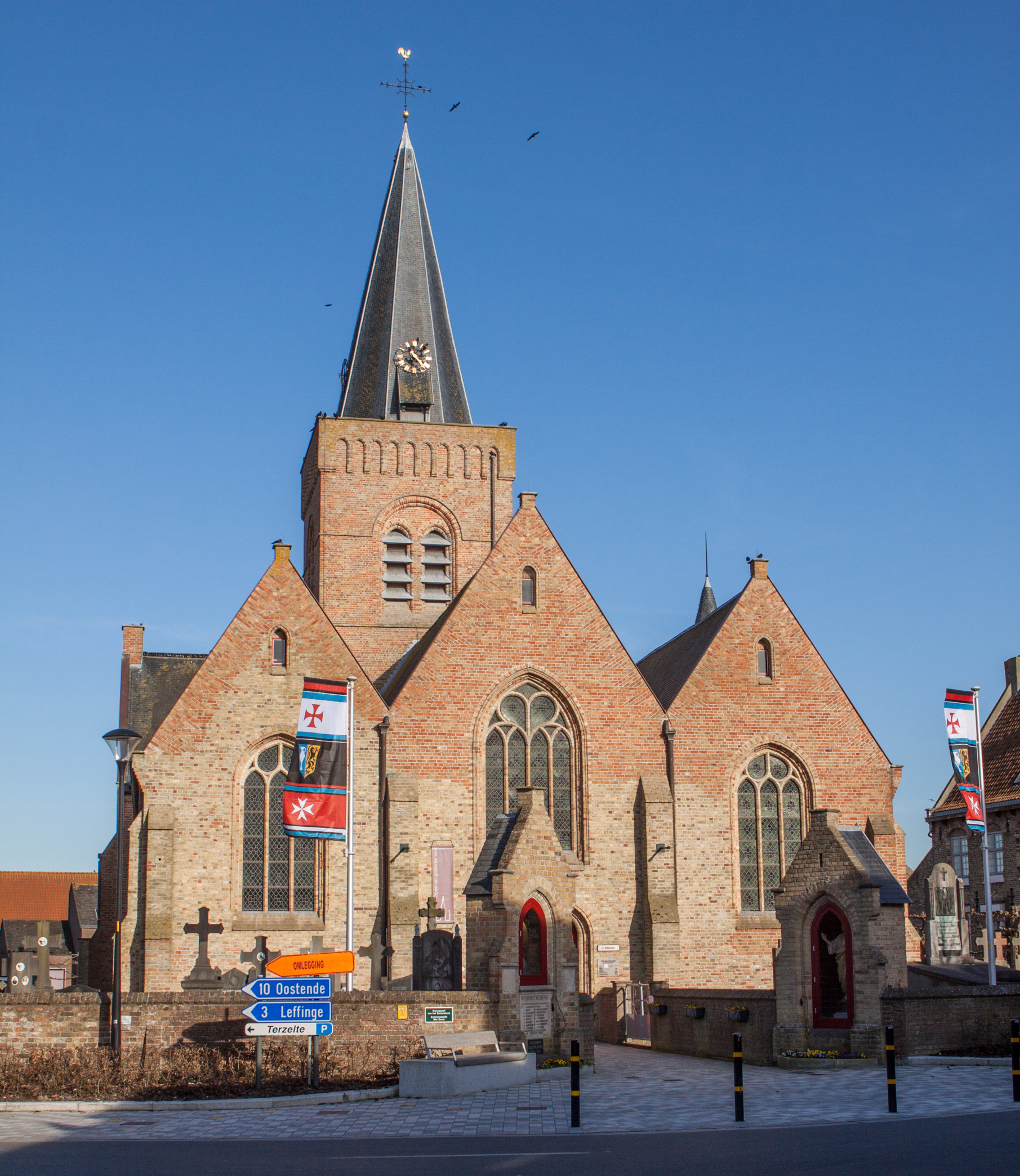
Sint-Niklaaskerk

  - Hoeve Groot Tempelhof, de locatie van de voormalige commanderij van Slijpe
  - Holmenshoeve
  - Spermaliehof
- Diverse bunkers uit de Tweede Wereldoorlog

## Natuur en landschap
Slijpe ligt in het West-Vlaams polderlandschap en wel op de middellandpolders. De hoogte bedraagt ongeveer drie meter. Ten noorden van Slijpe loopt het Kanaal Plassendale-Nieuwpoort.

## Politiek
Slijpe had een eigen gemeentebestuur en burgemeester tot de fusie van 1971. De laatste burgemeester was Pol Vermander, die daarna burgemeester van Spermalie werd. Ten noordwesten van dit kanaal vindt men het natuurgebied Schuddebeurze.

## Verkeer en vervoer
Slijpe ligt aan de snelweg A18/E40. De oude verbindingsweg tussen de autosnelweg en de populaire toeristische kustgemeente Middelkerke loopt dwars door de dorpskern. Om de druk op de dorpskern wat te verlichten werd in 2009 een ringweg aangelegd naast de dorpskern.

## Trivia
Slijpe kwam in 2009 in de belangstelling te staan door het tv-programma Mercator, dat een Tempeliersroute volgde en Slijpe als eindbestemming had.

## Nabijgelegen kernen
Middelkerke, Wilskerke, Leffinge, Sint-Pieters-Kapelle, Westende, Mannekensvere
Deelgemeenten: Leffinge · Lombardsijde · Mannekensvere · Middelkerke · Schore · Sint-Pieters-Kapelle · Slijpe · Westende · Wilskerke

Belgische gemeenten · Arrondissement Oostende · West-Vlaanderen · Vlaanderen